# Skreen
Skreen (irisch An Scrín) ist eine Ortschaft und Gemeinde in der irischen Grafschaft County Sligo in der Provinz Connaught. Der irische Name bedeutet übersetzt „der Schrein“ und bezieht sich auf die Abtei Skreen, die die Reliquien des St. Adomnán beherbergte, ehe sie im neunten Jahrhundert von Wikingern geplündert und zerstört wurde.
Die Abtei, von der keine Überreste erkennbar sind, lag an der Stelle der heutigen Pfarrkirche.
Die Gemarkung enthält außerdem die beachtlichen Überreste von Ardnaglass Castle, ursprünglich im Besitz der Familie O’Dowd.

## Söhne und Töchter der Stadt
- Thady Connellan (Tadhg Ó Coinnialláin) (1780–1854), Dichter
- Sir George Gabriel Stokes (1819–1903), Mathematiker und Physiker
- William Tirry (1609–1654), römisch-katholischer Priester und Märtyrer